# 常任上訴法官
常任上訴法官（英語：Lords of Appeal in Ordinary），簡稱上院法官（英語：Law Lords），是指根據《1876年上訴司法管轄權法令》任命、負責在英國上議院行使其司法職能的法官，對英國本土絕大部份案件扮演終審法院法官的角色。一眾常任上訴法官之中，地位最高的一位稱作首席常任上訴法官，地位相當於後來的聯合王國最高法院院長。
隨著聯合王國最高法院在2009年10月1日設立，上議院已不再擁有司法職能，常任上訴法官一職也隨之廢除。最後一批的常任上訴法官大部份均過渡成為聯合王國最高法院法官，他們從最高法院退休以前，均暫時喪失原有在上議院投票和發言的權利。

## 注腳
1. ↑  Constitutional Reform Act 2005,  s 23 （页面存档备份，存于）.
2. ↑  Constitutional Reform Act 2005, s 24 （页面存档备份，存于）.
3. ↑  Constitutional Reform Act 2005, s 137 （页面存档备份，存于）.